# Marumba javanica
Marumba javanica är en fjärilsart som beskrevs av Butler 1875. Marumba javanica ingår i släktet Marumba och familjen svärmare. Inga underarter finns listade i Catalogue of Life.